# الثی هیتر
الثی هیتر (انگلیسی: Alethea Hayter; ۷ نوامبر ۱۹۱۱ – ۱۰ ژانویهٔ ۲۰۰۶) یک پدیدآور اهل انگلستان و نماینده شورای فرهنگی بریتانیا بود.